# Nayar (novela)
Nayar es el título de una novela costumbrista escrita por Miguel Ángel Menéndez Reyes en 1940 y laureada en México, ese mismo año, con el Premio Nacional de Literatura.

## Antecedentes
Nayar es una novela que sobresale de entre la obra literaria del escritor Miguel Ángel Menéndez. El año de 1940 la casa editorial de Nueva York, Farrar and Reinhart, lanzó una convocatoria para los escritores de todos los países latinoamericanos. Cada país del subcontinente integró un jurado para calificar su propia producción. En México este jurado fue integrado por connotados literatos entre los que figuraron Alfonso Reyes, quien presidió al grupo, y Julio Jiménez Rueda.
La Secretaría de Educación Pública de México, a fin de estimular a los escritores del país, ofreció un reconocimiento, a manera de Premio Nacional, que de esa manera y a partir de entonces quedó instituido. Así, el certamen de novelas convocado desde Nueva York, se convirtió en evento nacional mexicano y continental.
Ese mismo año de 1940, en diciembre, Nayar fue galardonada dándosele el primer premio. El segundo fue otorgado a la novela Huasteca de Gregorio López y Fuentes y el tercero a La Rosa de los Vientos de José Mancisidor.
A continuación Nayar fue enviada representando a la novelística mexicana al concurso latinoamericano celebrado en Nueva York, certamen en el que fue escogida como una de las tres novelas dignas de premio. La novela de Menéndez fue traducida al inglés y a otros idiomas, incluido el ruso.

## Temática
La trama desarrollada en un lenguaje poético y en el ambiente bucólico de la selva nayarita, se inicia entre los manglares del llamado estero de La Florida en el estado mexicano de Nayarit y concluye en una cárcel de Tepic. Se resume así: 

Hace más de cuatro siglos, Nuño de Guzmán estrelló su crueldad y violencia de conquistador ante el altivo sentimiento de libertad con que le resistió la tribu Cora. Después, inútilmente, los misioneros buscaron un resquicio para infiltrar en ella la religión de los blancos. En la Sierra del Nayar (Nayarit, México), perdura tenazmente, aun hoy, la vida indígena preñada de confusión -paganismo, superstición, sentimientos simplistas cristianos- vida que es incapaz de otorgar a la tribu calidad humana de bienestar. El espíritu cora, con su voluntad de sobrevivir, mantiene intocable su actitud tradicional de lucha; hace escudo de su aislamiento, en contra de las leyes de los blancos, que carecen de sentido para normar su vida. Este libro condensa aspectos salientes de un mundo real, en olvido, que se encuentra fuera de las condiciones de tiempo y espacio y que pervive en espera de su hora.